# 韓簡 (唐朝)
韓簡（9世纪—883年），封魏郡王，后进昌黎郡王，晚唐军阀，控制魏博。黄巢起义后，朝廷权威瓦解，韩简试图武力吞并邻镇，失败后，所部推举将领乐行达取代他。韩简最后忧虑而死，一说被杀。

## 背景
韩简生年不详。他的父亲韩君雄长期在魏博为将領，在870年兵變杀害军纪苛酷的时任节度使何全皞后，控制魏博。韩君雄成为节度使后，韩简成为节度副使。

## 初领魏博
韩君雄后被赐名韩允中。乾符初年，韩简累官至检校工部尚书。韩允中于乾符元年（874年）十一月去世，士兵推举韩简继任，唐僖宗同意了，十二月起复韩简为节度观察留后，一个多月后加检校右仆射，二年（875年）三月任为兼魏州大都督府长史即实质上的全权节度使。累官（阙文）军、守左金吾卫大将军员外置同正员、御史大夫、上柱国、赐紫金鱼袋。三年（876年）七月，又授同中书门下平章事的宰相荣衔，中和二年（882年）闰月，又授兼侍中。他还被封为魏郡王，又进封昌黎郡王。

## 试图征服邻镇失败和去世
黄巢军攻占长安迫使唐僖宗逃往成都后，朝廷权威不复存在，軍閥们为了争夺领地互相攻伐。八月，韩简率军三万攻河阳节度使诸葛爽于修武。诸葛爽弃河阳，韩简留赵文弁率军戍守修武河桥，北上劫掠昭义的邢州、洺州后返回魏博。
九月，韩简攻打天平军军部鄆州，天平军节度使曹存實战死。曹存實部将朱瑄接掌天平军，防守郓州，韩简围城半年，未能攻克。十月，诸葛爽却收復了河阳，犒劳魏军，命赵文弁率他们离开。三年（883年）二月，朱瑄求和，韩简同意，从天平撤军，再战诸葛爽于河阳。诸葛爽派大将李罕之在武陟、新乡拦截从郓州来战屯兵获嘉西的韩简。当时韩简想引魏军入关诛灭黄巢，自己图王，不听三军劝谏。诸葛爽大败韩简八万军，清水为之不流。此役后，韩简大将澶州刺史乐行达直接返回魏博军部魏州并占据之。士兵立乐行达为留后。韩简单骑奔还，一说被气得疽发背而死，一说被部将所杀。

## 轶闻
明朝冯梦龙《古今谭概·无术部》记载韩简没有文化，以听不懂文人说话为耻，召一个士人给他讲《论语》，然后高兴地对其他官员说：“近日才知道古人身体瘦弱，三十岁了，才能站起来走路！”冯梦龙说，如果“三十而立”这么解释，那么“四十无闻”就是四十岁耳聋，“五十知命”就是五十岁能算命了。